# Вебстер, Августа
Августа Вебстер, урождённая Джулия Огаста Дэвис (англ. Augusta Webster; 30 января 1837, Пул (Англия) — 5 сентября 1894, Лондон) — английская писательница, поэтесса, драматург, эссеист, переводчица

, скульптор.

## Биография
Родилась в семье вице-адмирала Джорджа Дэвиса. Молодые годы провела на борту корабля «Griper».
Получила домашнее воспитание, изучала греческий язык, проявляя особый интерес к греческой драме, затем выучила итальянский и испанский. Продолжила обучение в Кембриджской школе искусств.
В 1863 году вышла замуж за Томаса Вебстера, научного сотрудника и преподавателя права в Тринити-колледже в Кембридже. У них была одна дочь.
Августа Вебстер умерла от рака в 1894 году. Была похоронена 8 сентября на Хайгейтском кладбище.

## Творчество
Дебютировала в 1860 году, опубликовав под псевдонимом Сесил Хоумс (Cecil Home) свой первый сборник стихов.
За ним последовали «Lilian Gray, a poem» (1864) и роман «Lesley’s guardians» (1864). Под собственным именем выпустила в свет, кроме прекрасных переводов «Скованного Прометея» Эсхила и «Медеи» Еврипида: «Dramatic studies» (1865), «A woman sold, and other poems» (1867); «Portraits» (1870, 1893); «A housewife’s opinions» (1878); «A book of rhyme» (1881); «Daffodil and the Croäxaxicans» (1884); «Mother and Daughter, an uncompleted sonnet-sequence» (1895); драмы: «The auspicious Day» (1872); «Disguises» (1879); «The sentence» (1887) и «In a day» (1893).
Из её скульптурных произведений наиболее известны барельефы, украшающие библиотеку Лувра, фонтан Сен-Мишель в Париже, детские группы в сквере Монтолон, статуя Дафны в Марсельском музее, многочисленные бюсты (Гаварни, Кановы, Лафонтена) и др.

## Избранные произведения
Сборники стихов
- Blanche Lisle: And Other Poems. 1860
- Lilian Gray. 1864
- Dramatic Studies. 1866
- A Woman Sold and Other Poems. 1867
- Portraits. 1870
- A Book of Rhyme. 1881
- Mother and Daughter. 1895

Переводы в стихи
- Prometheus Bound. 1866
- Medea. 1868
- Yu-Pe-Ya’s Lute. A Chinese Tale in English Verse. 1874

Пьесы
- The Auspicious Day. 1874
- Disguises. 1879
- In a Day. 1882
- The Sentence. 1887

Романы
- Lesley’s Guardians. 1864
- Daffodil and the Croaxaxicans: A Romance of History. 1884

Эссе
- A Housewife’s Opinions. 1878